# Шахбазов, Мусеиб Али оглы
Мусеиб Али оглы Шахбазов (азерб. Müseyib Əli oğlu Şahbazov; 1898—1938) — советский азербайджанский партийный и государственный деятель, народный комиссар просвещения (1935—1936).

## Биография
Родился в 1898 году в городе Порт-Петровск Дагестанской области. Начальное образование получил в сельской школе. Вместе с отцом уехал в Астрахань. Позже продолжил образование в реальном училище в Дербенте. 
Знакомство с Мазахиром Рзаевым, Исаем Якимовичем, Керимом Мамедбековым и другими, учившимися здесь в то время, пробудило в нем интерес к общественным делам.
Со школьного возраста он увлекся общественной жизнью, вступил в художественные кружки и читал запрещенные книги. Постепенно начал изучать марксистскую литературу, посещая рабочие собрания и митинги. Заинтересовался революционной деятельностью кружка «Свет», познакомился с теоретическими идеями Маркса и Энгельса. 
После окончания реального училища в Дербенте вернулся в Астрахань и вступил в РКП(б). По возвращении в Астрахань его отправляют в Баку. Прибыв в Азербайджан в составе 11 армии, позже был направлен в Дагестанский обком РКП(б) и назначен секретарем бюро по Южному Дагестану. 
После Февральской революции 1917 года поддерживал тесные связи с организацией «Гуммет», вел пропаганду среди крестьян и демобилизованых солдат. Первые периоды его революционной деятельности прошли в Дагестане. Затем он подвергся гонениям со стороны правительства и уехал в Астрахань. Прибыв в Астрахань в начале апреля 1918 года, Мусеиб Шахбазов наладил контакты с мусульманским отделением обкома РКП(б) во главе с Нариманом Наримановым, и вступил в партию. В то время он находился в тесном контакте с астраханским бюро организации «Гуммет».
Был направлен в Москву на учебу при обкоме РКП(б). После непродолжительного образования был мобилизован для работы в политотделе XIII армии. Затем снова занялся партийной работой сначала в Астрахани, затем в Дербенте. 
Выпускник литературного отделения Института красной профессуры в Москве.
В ноябре 1920 года становится ответственным секретарем Кайтаг-Табасаранского райкома.
Приехал в Азербайджанскую ССР в 1921 году. Сначала начал работать в Чрезвычайной комиссии по борьбе с контрреволюцией, затем возглавил Гянджинский Чрезвычайный исполнительный комитет. 
Являлся заместителем наркома юстиции Азербайджанской ССР. С 1923 года работал заведующим отделом пропаганды ЦК АКП(б) , секретарем Гянджинского партийного комитета АКП(б).
Избирался членом АК(б) ЦК, членом ЦИК Азербайджана и Центрального исполнительного комитета Кавказа. 
В 1935-1936 годах являлся уполномоченным по народному образованию Азербайджана. За два года своего пребывания в должности Уполномоченного по вопросам народного образования способствовал расширению сети средних школ, обеспечению учебных заведений педагогическим персоналом и улучшению качества и тематического содержания образования.
Был женат на Любови Мартыновне и имел двух дочерей, Светлану и Лейлу. Лейла Шахбазова была заслуженным юристом Азербайджанской ССР.
Арестован в сентябре 1937 года как «враг народа». Расстрелян в 1938 году. Впоследствии реабилитирован.

## Педагогическая и публицистическая деятельность
22 июня 1929 года был избран ректором Азербайджанского государственного университета  в связи с истечением срока полномочий Таги Шахбази. Занимал эту должность до начала августа того же года. По его инициативе в 1934 году в Азербайджане впервые был издан журнал «Помощь учителю». 
Автор ряда книг и статей по вопросам образования и культуры. Редактор газеты «Yeni yol» («Новая дорога»). 
Освещал вопросы развития народного образования. Выступал за перевод азербайджанского языка на латинский алфавит. Уделял особое внимание проблеме нового образования и в этой связи объявил об ответственности образовательных учреждений. 

## Награды
- Орден Трудового Красного Знамени (1936)